# Кор-д'Алейн (Айдахо)
Кор-д'Алейн, Коур-д'Ален (англ. Coeur d'Alene; i[ˈkɒr dəˈleɪn]) — окружний центр і найбільше місто в окрузі Кутенай, штат Айдахо, США. Згідно з переписом 2010 року населення становило 44137 осіб, що на 9623 особи більше, ніж 2000 року.

## Географія
Коур-д'Ален розташований за координатами 47°42′13″ пн. ш. 116°47′33″ зх. д. / 47.70361° пн. ш. 116.79250° зх. д. (47.703485, -116.792530). За даними Бюро перепису населення США в 2010 році місто мало площу 41,64 км², з яких 40,33 км² — суходіл та 1,32 км² — водойми.

### Клімат
| Клімат : Коур-д'Ален                  | Клімат : Коур-д'Ален | Клімат : Коур-д'Ален | Клімат : Коур-д'Ален | Клімат : Коур-д'Ален | Клімат : Коур-д'Ален | Клімат : Коур-д'Ален | Клімат : Коур-д'Ален | Клімат : Коур-д'Ален | Клімат : Коур-д'Ален | Клімат : Коур-д'Ален | Клімат : Коур-д'Ален | Клімат : Коур-д'Ален | Клімат : Коур-д'Ален |
| Показник                              | Січ.                 | Лют.                 | Бер.                 | Квіт.                | Трав.                | Черв.                | Лип.                 | Серп.                | Вер.                 | Жовт.                | Лист.                | Груд.                | Рік                  |
| Абсолютний максимум, °C               | 15,6                 | 16,7                 | 22,8                 | 34,4                 | 36,7                 | 40,0                 | 42,2                 | 42,8                 | 38,9                 | 31,1                 | 21,7                 | 15,6                 | 42,8                 |
| Середній максимум, °C                 | 1,9                  | 4,6                  | 9,4                  | 13,6                 | 18,4                 | 22,4                 | 27,5                 | 28,1                 | 22,6                 | 14,4                 | 6,7                  | 1,3                  | 14,2                 |
| Середня температура, °C               | −0,8                 | 0,8                  | 4,6                  | 8,1                  | 12,4                 | 16,4                 | 20,5                 | 20,6                 | 15,6                 | 9,0                  | 3,3                  | −1,2                 | 9,1                  |
| Середній мінімум, °C                  | −3,7                 | −2,9                 | −0,3                 | 2,6                  | 6,4                  | 10,5                 | 13,5                 | 13,1                 | 8,7                  | 3,6                  | −0,2                 | −3,8                 | 3,9                  |
| Абсолютний мінімум, °C                | −34,4                | −33,9                | −25                  | −15                  | −6,1                 | −2,2                 | 2,2                  | 0,0                  | −8,3                 | −16,7                | −25                  | −32,2                | −34,4                |
| Норма опадів, мм                      | 81                   | 54                   | 59                   | 48                   | 55                   | 50                   | 24                   | 22                   | 26                   | 50                   | 94                   | 89                   | 652                  |
| Днів з опадами                        | 13,4                 | 10,6                 | 11,6                 | 10,3                 | 11,9                 | 9,4                  | 4,6                  | 4,5                  | 6,3                  | 10,8                 | 15,2                 | 12,8                 | 121,3                |
| Днів зі снігом                        | 4,8                  | 2,7                  | 1,1                  | ,2                   | 0                    | 0                    | 0                    | 0                    | 0                    | ,1                   | 2,0                  | 5,4                  | 16,2                 |
| ------------------------------------- | -------------------- | -------------------- | -------------------- | -------------------- | -------------------- | -------------------- | -------------------- | -------------------- | -------------------- | -------------------- | -------------------- | -------------------- | -------------------- |
| Джерело: NOAA (extremes 1895−present) |                      |                      |                      |                      |                      |                      |                      |                      |                      |                      |                      |                      |                      |

## Демографія

### Перепис 2010 року
За даними перепису 2010 року, у місті проживало 44 137 осіб у 18 395 домогосподарствах у складі 10 813 родин. Густота населення становила 1094,5 ос./км². Було 20 219 помешкань, середня густота яких становила 501,4/км². Расовий склад міста: 93,8 % білих, 0,4 % афроамериканців, 1,2 % індіанців, 0,8 % азіатів, 0,1 % тихоокеанських остров'ян, 0,9 % інших рас, а також 2,8 % людей, які зараховують себе до двох або більше рас. Іспанці та латиноамериканці незалежно від раси становили 4,3 % населення.
Із 18 395 домогосподарств 29,9 % мали дітей віком до 18 років, які жили з батьками; 42,2 % були подружжями, які жили разом; 11,6 % мали господиню без чоловіка; 5,0 % мали господаря без дружини і 41,2 % не були родинами. 31,4 % домогосподарств складалися з однієї особи, у тому числі 12,1 % віком 65 і більше років. У середньому на домогосподарство припадало 2,33 мешканця, а середній розмір родини становив 2,92 особи.
Середній вік жителів міста становив 35,4 року. Із них 22,9 % були віком до 18 років; 11,6 % — від 18 до 24; 26,7 % від 25 до 44; 24 % від 45 до 64 і 14,6 % — 65 років або старші. Статевий склад населення: 48,6 % — чоловіки і 51,4 % — жінки.
Середній дохід на одне домашнє господарство становив 58 351 долар США (медіана — 43 033), а середній дохід на одну сім'ю — 70 131 долар (медіана — 54 302). Медіана доходів становила 40 905 доларів для чоловіків та 35 748 доларів для жінок. За межею бідності перебувало 15,0 % осіб, у тому числі 17,4 % дітей у віці до 18 років та 6,3 % осіб у віці 65 років та старших.
Цивільне працевлаштоване населення становило 21 738 осіб. Основні галузі зайнятості: освіта, охорона здоров'я та соціальна допомога — 19,6 %, роздрібна торгівля — 14,9 %, мистецтво, розваги та відпочинок — 13,3 %.

### Перепис 2000 року
За даними перепису 2000 року в місті проживало 34 514 осіб у 13 985 домогосподарствах у складі 8 852 родин. Густота населення становила 1014,9 ос./км². Було 14 929 помешкань, середня густота яких становила 439,0/км². Расовий склад міста:
- 95,80 % білих
- 0,22 % афроамериканців
- 0,77 % індіанців
- 0,61 % азіатів
- 0,09 % тихоокеанських остров'ян
- 0,63 % інших рас
- 1,88 % людей, які зараховують себе до двох або більше рас

Іспанці та латиноамериканці незалежно від раси становили 2,70 % населення.
Із 13 985 домогосподарств 31,7 % мали дітей віком до 18 років, які жили з батьками; 47,7 % були подружжями, які жили разом; 11,5 % мали господиню без чоловіка, і 36,7 % не були родинами. 28,2 % домогосподарств складалися з однієї особи, у тому числі 11,3 % віком 65 і більше років. У середньому на домогосподарство припадало 2,39 мешканця, а середній розмір родини становив 2,93.
Віковий склад населення:
- 24,9 % віком до 18 років,
- 11,7 % від 18 до 24
- 27,9 % від 25 до 44
- 20,7 % від 45 до 64
- 14,8 % від 65 і старших

Середній вік жителів міста становив 35 років. Статевий склад населення: 48,4 % — чоловіки і 51,6 % — жінки.
Середній дохід домогосподарств у місті становив $33 001, родин — $39 491. Середній дохід чоловіків становив $31 915 проти $21 092 у жінок. Дохід на душу населення в місті був $17 454. Приблизно 9,3 % родин і 12,8 % населення перебували за межею бідності, включаючи 13,5 % віком до 18 років і 8,1 % від 65 і старших.